# Cereatta
Genre
Cereatta est un genre d'opilions laniatores de la famille des Assamiidae.

## Distribution
Les espèces de ce genre se rencontrent au Cameroun et au Congo-Kinshasa.

## Liste des espèces
Selon World Catalogue of Opiliones (06/06/2021) :
- Cereatta celeripes (Loman, 1910)
- Cereatta elegans Roewer, 1935
- Cereatta kivuensis Roewer, 1961

## Publication originale
- Staręga, 1992 : « An annotated check-list of harvestmen, excluding Phalangiidae, of the Afrotropical Region (Opiliones). » Annals of the Natal Museum, vol. 33, no 2, p. 271–336 (texte intégral).